# Rechulówka
Rechulówka – część wsi Hubinek w Polsce położony w województwie lubelskim, w powiecie tomaszowskim, w gminie Ulhówek.
W latach 1975–1998  Rechulówka administracyjnie należała do województwa zamojskiego.
Wierni Kościoła rzymskokatolickiego należą do parafii św. Antoniego w Dyniskach.